# اور هدون
اور هدون (به انگلیسی: Over Haddon) یک روستا و محله مدنی در بریتانیا است که در Derbyshire Dales واقع شده‌است. اور هدون ۲۵۵ نفر جمعیت دارد.